# Singapur
Singapur là một thị trấn thống kê (census town) của quận Adilabad thuộc bang Telangana, Ấn Độ.

## Địa lý
Singapur có vị trí 17°28′B 78°08′Đ / 17,47°B 78,13°Đ Nó có độ cao trung bình là 576 mét (1889 feet).

## Nhân khẩu
Theo điều tra dân số năm 2001 của Ấn Độ, Singapur có dân số 23.458 người. Phái nam chiếm 51% tổng số dân và phái nữ chiếm 49%. Singapur có tỷ lệ 55% biết đọc biết viết, thấp hơn tỷ lệ trung bình toàn quốc là 59,5%: tỷ lệ cho phái nam là 62%, và tỷ lệ cho phái nữ là 48%. Tại Singapur, 11% dân số nhỏ hơn 6 tuổi.